# Entodontaceae
Die Entodontaceae, auch Zwischenzahnmoose genannt, sind eine Laubmoos-Familie der Ordnung Hypnales.

## Beschreibung
Es handelt sich um mäßig kräftige bis kräftige Moose, die grüne bis goldfarbene oder bräunliche Rasen bilden. Sie haben kriechende bis aufsteigende Stämmchen, die unregelmäßig verzweigt sind. Die Blätter der Stämmchen und Äste sind gleichartig, lanzettlich bis eiförmig, abgerundet bis kurz zugespitzt, gewöhnlich hohl, mit meist flachen Blatträndern und an der Spitze gezähnt. Die Blattrippe ist kurz und doppelt oder kann gänzlich fehlen. Die Zellen im mittleren und oberen Blattteil sind linear und glatt, die der Blattflügel sind quadratisch bis kurz rechteckig. Die Sporophyten haben eine lange und glatte Seta, eine aufrechte, symmetrische, zylindrische Kapsel mit kapuzenförmiger Kalyptra, kegeligem oder kurz geschnäbeltem Deckel und doppeltem Peristom.

## Systematik
Die Familie umfasst weltweit 4 Gattungen mit zirka 135 Arten:
- Entodon mit zirka 115 Arten
- Erythrodontium, 15 Arten mit pantropischer Verbreitung
- Mesonodon, 2 Arten, pantropische Verbreitung
- Pylaisiobryum, 1 Art im tropischen Afrika

In Europa ist nur die Gattung Entodon mit den folgenden beiden Arten vertreten:
- Entodon concinnus
- Entodon schleicheri